# Benoît Lavigne
Pour les articles homonymes, voir Lavigne.
Benoît Lavigne est un metteur en scène de théâtre français. 
Après une formation de comédien avec la compagnie Les Baladins en Agenais (au cours d'art dramatique de Marianne Valéry) et au Théâtre École du Passage, il fonde en 1997 avec Fabrice de La Villehervé et Karine Letellier la compagnie Les Saltimbanques. Adaptateur et metteur en scène, il travaille aussi bien dans les théâtres publics que privés. Il dirige de nombreux acteurs et actrices tels que Gérard Depardieu, Anouk Aimée, Jean-Pierre Marielle, Cristiana Réali, Francis Huster, Thierry Lhermitte, Olivier Marchal, Xavier Gallais, Mélanie Thierry, Denis Lavant... Il est depuis 2015, directeur général du Théâtre Lucernaire à Paris. En septembre 2016, il devient directeur du Théâtre de l'Œuvre.  

## Metteur en scène
- La Foire de Ben Jonson
- La Nuit et le moment de Crébillon Fils
- 1996 : Le Concile d’amour d'Oskar Panizza, Festival Off d'Avignon, tournée
- 1997 : Quartett de Heiner Müller, Festival Off d'Avignon, Théâtre du Ranelagh
- 1998 : La Salle n°6 d'Anton Tchekhov, Théâtre du Lucernaire
- 1999 : La Jalousie du barbouillé de Molière, co-mise en scène Rafael Bianciotto Festival des jeux du théâtre de Sarlat, Théâtre du Lucernaire
- 2000 : La Journée des dupes de Philippe Haïm, Festival Off d'Avignon
- 2001 : Doit-on le dire ? d'Eugène Labiche, Théâtre du Lucernaire
- 2001 : Les Mille-pattes de Jean-Christophe Barc, Théâtre Daunou
- 2002 : Beaucoup de bruit pour rien de William Shakespeare, Théâtre 13, Festivals d’été
- 2005 : Roméo et Juliette de William Shakespeare, Théâtre 13
- 2006 : Adultères de Woody Allen, Théâtre de l'Atelier
- 2008 : L'Ours et Une demande en mariage d'Anton Tchekhov, Ciné 13 Théâtre
- 2009 : Baby Doll de Tennessee Williams, Théâtre de l'Atelier
- 2010 : L'Ours, La Folle Nuit et Une demande en mariage d'Anton Tchekhov, Théâtre des Béliers - Festival Off d'Avignon
- 2010 : Grand Écart de Stephen Belber, Théâtre de la Madeleine
- 2011 : Pluie d’enfer de Keith Huff, Pépinière Théâtre
- 2011 : Une autre vie de Brian Friel, Théâtre La Bruyère
- 2012 : La Rose tatouée de Tennessee Williams, Théâtre de l'Atelier
- 2014 : Love Letters de A.R. Gurney, Théâtre Antoine
- 2015 : Le Maxi Monster Music Show, Théâtre du Lucernaire
- 2018 : Guérisseur de Brian Friel, Théâtre du Lucernaire
- 2023 : Guerre d'après Louis-Ferdinand Céline, Théâtre du Chêne Noir - Festival Off d'Avignon, Théâtre du Petit-Saint-Martin

## Distinctions

### Récompenses
- Prix du Syndicat de la critique 2024 : prix Laurent-Terzieff pour Guerre[1]

### Nominations
- Molières 2009 : Molière du metteur en scène pour Baby Doll
- Membre du Conseil d'Administration des Molières